# Pass Thurn Ersatzstraße
Die Pass Thurn Ersatzstraße (B 342) war eine Bundesstraße B in Tirol und war Teil der geplanten Pass Thurn Schnellstraße (S 42). Sie begann an der B 170 in Gundhabing (bei Kitzbühel), wo diese an die S 42 anschließen sollte, und führte zur B 161 Pass Thurn Straße in Kitzbühel. Die B 342 wurde nach Aufgabe der Schnellstraßenplanung 1983 durch die Verlängerung der Brixentalstraße (B 170) ersetzt, nachdem schon 1981 ein Streckenabschnitt durch Verlegung auf eine neue Trasse als Bundesstraße aufgelassen wurde.